# Монастырь Привина-Глава
Монастырь Привина-Глава (серб. Манастир Привина Глава) в честь архангелов Михаила и Гавриила — женский монастырь Сремской епархии Сербской православной церкви на кряже Фрушка-Гора в общине Шид Сремского округа Воеводины.
Монастырь входит в список памятников культуры Сербии исключительного значения.

## История
Согласно легенде, монастырь основан в XII веке и является задужбиной некоего Привы, в честь которого и получил своё название. В XV веке обитель восстановлена деспотом Иоанном Бранковичем и его братом Максимом. Первым письменным упоминанием является турецкий документ 1566/67 года. В 1688 году, в ходе Великой турецкой войны, обитель была повреждена и оставлена.
В 1741 году на фундаменте бывшей малой церкви началось строительство нового храма Святых Архангелов. В 1760 году он был освящён митрополитом Павлом (Ненадовичем).
В 1941 году усташи изгнали монахов из монастыря, а значительная часть ценностей была вывезена в Загребский музей. После войны они были возвращены Сербской православной церкви. Часть из них хранится в монастыре, а часть — в Музее Сербской православной церкви в Белграде.
С 1954 по 1956 год происходил ремонт монастырской церкви. С 1978 года настоятелем монастыря является игумен Гавриил (Марич). В 2002 году была построена церковь Покрова Пресвятой Богородицы. На северо-западной стороне расположена церковь Святого Георгия. Самым новым храмом обители является церковь Воздвижения Честного и Животворящего Креста Господня.